# Поломія (Тарноґурський повіт)
Поломія (пол. Połomia, нім. Pohlom) — село в Польщі, у гміні Творуг Тарноґурського повіту Сілезького воєводства.
Населення — 467 осіб (2011).
У 1975-1998 роках село належало до Катовицького воєводства.

## Демографія
Демографічна структура станом на 31 березня 2011 року:
|          | Загалом | Допрацездатний вік | Працездатний вік | Постпрацездатний вік |
| -------- | ------- | ------------------ | ---------------- | -------------------- |
| Чоловіки | 221     | 41                 | 146              | 34                   |
| Жінки    | 246     | 43                 | 146              | 57                   |
| Разом    | 467     | 84                 | 292              | 91                   |